# Evangeliomi na v'se nedéle ino 'svetke skos leto
Evangeliomi na v'se nedéle ino 'svetke skos leto (Evangeliji na vse nedelje in praznike med letom) je ena od prvih knjig Petra Dajnka, ki jih je Dajnko še v bohoričici pisal leta 1817. Evangeliomi so pravzaprav lekcionarji, zelo podobni prastaremu lekcionarju kajkavskega Nikole Krajačevića (Szveti evangeliomi, 1651). Kajkavske molitvenike in lekcionarje so poznali in brali Slovenci na Ogrskem (Prekmurje) in Štajerskem. Pred Dajnkom so te lekcionarje že poskusili prevesti (adoptirati) v lokalna narečja. Leta 1818 je Jožef Pichler, ki je bil kaplan v Halozah, prevedel evangelijska branja pod naslovom Evangelmi na vse nedele ino svetke skoz ceilo leto, ki so enaki z Dajnkovim lekcionarjem.
Razen kajkavskih knjig so bile poznate prekmurske knjige med štajerskimi Slovenci, ki so jih tiskali v radgonski Weitzingerjevi tiskarni. Weitzinger je bil tiskar tudi Dajnkovega lekcionarja. Na koncu Evangeliomov lahko beremo naslednje podatke: Polek totih knig ſhe v' Radgoni v knigiſhi Alois Waizinger'ovemi dobiti so. Kniga poboshnoſti sa 'Slavenze mlade ino doraſene, soſ 'Shtajarſke 1817. Sazhetek 'Slavenskega vüzhenja po nedélah, knishiza soſeb narozhena doraſhenim, keri ſo predalezh od ſhole farne, ino ſe v' kratkem brati navüzhiti hzhejo. 'Slavenſzki Silabikar, ali A, B, C, soſeb sa 'Slavenze na Vogerſkem. Kniga molitvena, soſeb sa 'Slavenze na Vogerskem.
Drugi natis lekcionarja je bil objavljen leta 1818 pod naslovom Evangelji na vse nedele ino svetke skos leto. Ta natis je imel nekaj jezikovnih sprememb. Ko je Dajnko ustvaril svojo pisavo (dajnčica), pisal je drugi, razširjeni lekcionar Listi ino evaŋgelji (1826). Tudi ima šolski učbenik z zgodbami Svetega pisma Svetega pisma sgodbe is starega sakona.
Na Fünkiſhtno nedélo. Evangeliom Johan. 14. 23-31.
V' tiſzrmi zhaſi je Jesuſh k' ſvojim vüzhenikom rekel: Zhi ſhto lübi mene, bo besedo mojo sdershaval; ino ozha moj bo lübil njega, ino k' njemi bomo pri.iſhli, ino ſi bomo oſtaliſhe pri njemi narédili. Keri ne lübi mene, beſeda, kero zhüjete, je né moja, temozh ozheta, keri poſlal mene. To ſem pravil vam pri vaſ ſe sdershavajozh: Rasveſelitel pak Düh ſveti, kerega poſlal bo ozha v' imeni mojemi, tiſti bo vaſ vüzhil, vſe ino ſpominjal bo vaſ na vſe, kai ſem pravil vam. Mir sapüſtim vam, mir moj dam vam; nikak, kak ſvet da, jas dam dam. Ne shaloſtüvaj ſe vaſho ſerze ino ne boj. Vi ſte zhüli, ka ſem jas rekel vam: Odidem, ino pri-idem k'vam, zhi lübite mene, bi ſe veſelili, da idem k' ozheti ozha moj je vezh kak jas. Ino sdai ſem povedal vam pervle, kak ſe sgodi, da bi vi, gda ſe sgodilo bo, vervali. Ne bom vezh doſta govoril s' vami; kaiti pri-ide ſvetni ſprednik, ino na meni ne imá nizh. Temozh, da bi ſposnal ſvet, ka lübim ozheta, ino kak je sapovedal meni ozha, tak delam.